# Бойня в Марикане

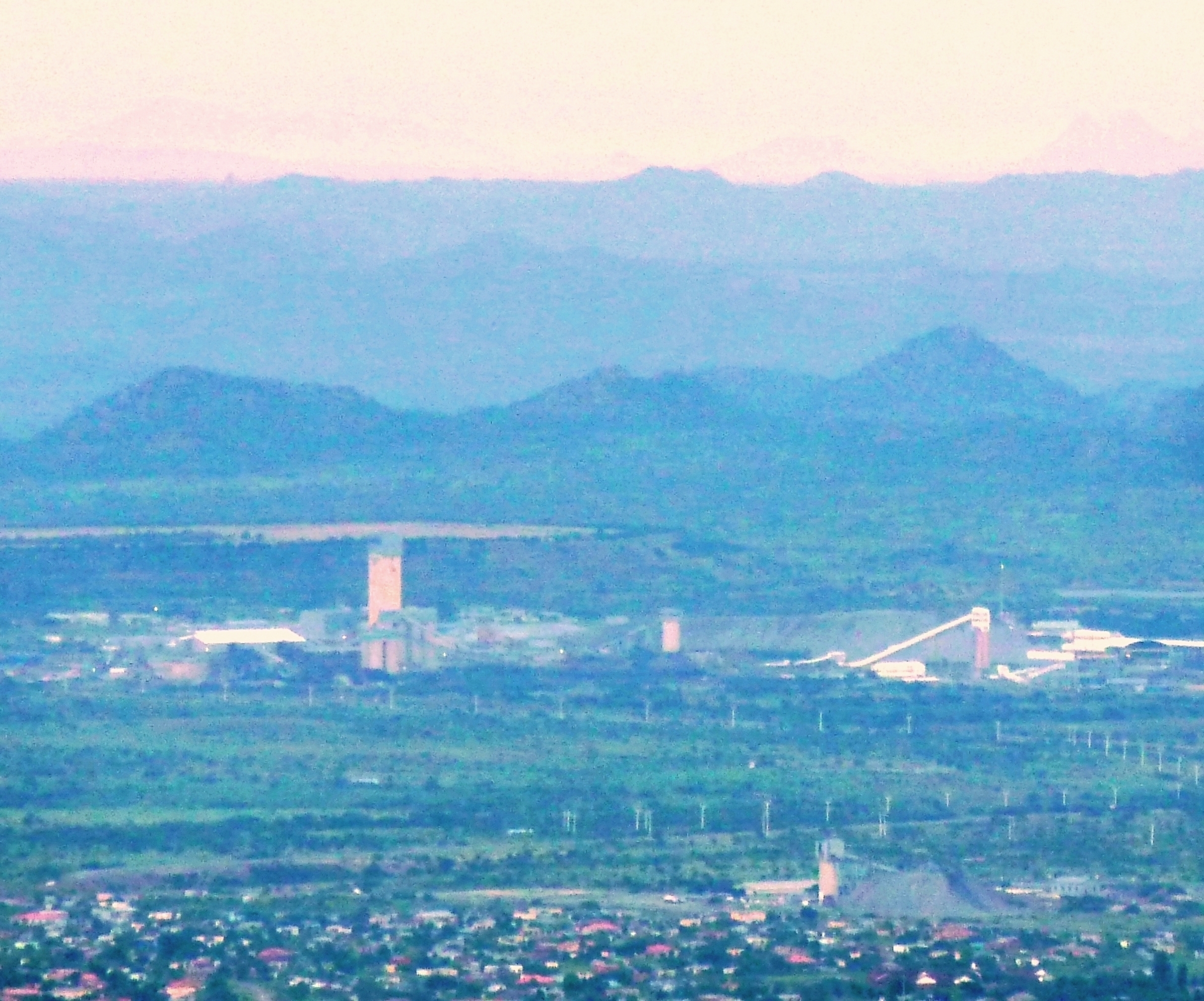
Рудник в Марикане

Бойня в Марикане (англ. Marikana massacre) — убийство 34 бастующих горняков Полицейской службой Южной Африки 16 августа 2012 года. Событие стало самым смертоносным применением силы силами безопасности ЮАР против гражданского населения с 1976 года. Резню также сравнивают с расстрелом в Шарпевиле 1960 года. Инцидент произошел на 25-ю годовщину общенациональной забастовки шахтеров.
Убийства произошли в двух местах, примерно в 500 метрах друг от друга, в каждом из которых было смертельно ранено 17 человек. Подавляющее большинство убитых погибли в результате обстрела из автоматов R5, используемых полицией. Официальное число забастовщиков, раненных во время стрельбы, составляет 78 человек.
Забастовка стала знаковым событием в современной истории Южной Африки, за ней последовали аналогичные выступления на других шахтах по всей Южной Африке, что сделало 2012-й самым протестным годом в стране с конца апартеида.
Резня в Марикане произошла во время забастовки на шахте, принадлежащей британской транснациональной корпорации Lonmin, в районе Марикана, недалеко от Рюстенбурга. Событие привлекло международное внимание после серии инцидентов с применением насилия между полицией, службой безопасности Lonmin и членами Национального союза горняков (NUM), с одной стороны, и забастовщиками с другой. Первые инциденты насилия произошли 11 августа, когда лидеры NUM открыли огонь по бастующим членам NUM. Двое забастовщиков были тяжело ранены, но не убиты в результате этого обстрела.
В период с воскресенья 12 августа по вторник 14 августа было убито 10 человек, в том числе шесть горняков, два охранника Lonmin и два полицейских. Трое горняков и двое полицейских были убиты в столкновении во второй половине дня 13 августа. В ответ на бойню в горнодобывающем секторе Южной Африки прокатилась волна стихийных забастовок.
Компании Lonmin в итоге пришлось пойти на уступки и частично удовлетворить требования рабочих, изначально добивавшихся повышения месячной зарплаты до с 4 до 12,5 тыс. рэндов, однако особенного репутационного урона кровавый расстрел бастующих ей не принёс. Один из главных акционеров (владелец 9 % акций) и член совета директоров компании — бывший профсоюзный лидер Сирил Рамафоса — настоятельно требовавший (в том числе от министра полиции) подавления забастовки, стал вице-президентом (2014) и президентом ЮАР (2018).

## Предпосылки

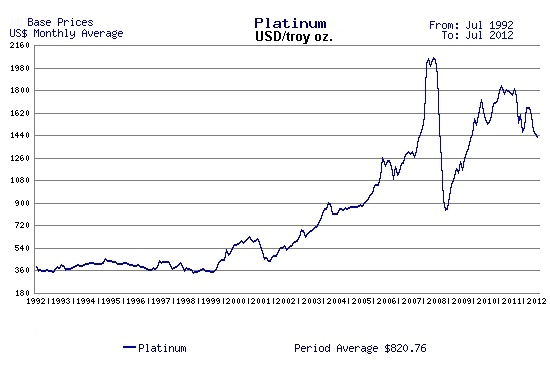
Средняя цена на платину с 1992 по 2012 год в долларах США за тройскую унцию (~20 долларов США за грамм)

Платина — основной металл, добываемый на руднике Марикана. Фонд Bench Marks Foundation утверждает: «Преимущества добычи полезных ископаемых не доходят до рабочих или близлежащих сообществ. Отсутствие возможностей трудоустройства для местной молодежи, убогие условия жизни, безработица и растущее неравенство способствуют этому беспорядку». Фонд указывал, что эксплуатация рабочих стала причиной насилия, и подверг критике разнобой между высокими прибылями и низкими зарплатами рабочих. Международная организация труда раскритиковала состояние горняков, заявив, что они подвергаются «целому ряду опасностей: падающие камни, воздействие пыли, интенсивный шум, пары и высокие температуры». Министр торговли и промышленности Роб Дэвис описал условия на рудниках как «ужасающие» и указал, что владельцы, которые «зарабатывают миллионы», должны были ответить на вопросы о том, как они обращаются со своими рабочими. Позже Al Jazeera сообщила, что условия на руднике привели к «резкой напряженности» в результате «ужасных условий жизни, соперничества профсоюзов и незаинтересованности компании».
По словам блогера Аянда Коты:
Рудник в Марикане обладает самыми большими запасами платины в мире, а его работники при этом живут в лачугах. Большинство убитых были бурильщиками, что является самым сложным и опасным занятием на руднике. Они рискуют больше всех, а зарабатывают всего 4000 рэндов в месяц. Кровью и потом они зарабатывают богатство не себе, а толстосумам, купающимся в роскоши

## Первые протесты
10 августа 2012 года бурильщики начали стихийную забастовку с целью повышения заработной платы до 12 500 южноафриканских рэндов в месяц, что в три раза превышало их текущую месячную зарплату (приблизительно с 500 до 1500 долларов США).
Забастовка произошла на фоне нарастающего антагонизма между Национальным союзом горняков (NUM), традиционным профсоюзом и союзником Африканского национального конгресса, и его новым конкурентом, Ассоциацией горняков и строительным союзом (AMCU). По словам обозревателя Guardian, NUM была тесно связана с правящей партией АНК, но потеряла свои организационные права на руднике после того, как членство в ней упало с 66 % до 49 %, а её руководство стало восприниматься как «слишком близкое» к администрации.

## Предыдущие мирные протесты и столкновения
На платиновом руднике Марикана, которым управляет Lonmin около Рустенбурга, 10 августа 3000 рабочих покинули рабочие места после того, как менеджмент Lonmin не стал встречаться с работниками и слушать их требования. 11 августа лидеры NUM открыли огонь по рядовым членам NUM, которые шли к штаб-квартире профсоюза. Южноафриканские СМИ сообщили об убийстве двух горняков как об основной причине подрыва доверия к профсоюзному руководству среди рабочих. Несмотря на противоречивые ранние сообщения, столкновения 11-го теперь признаны первыми случаями насилия во время трудового конфликта.
С 12 по 14 августа в районе Мариканы было убито около девяти человек. Сообщения о том, кто кого убил, противоречивы. Тем не менее, похоже, что по крайней мере четыре шахтера, два сотрудника полиции и два охранника компании, были убиты за это время.
Перед расстрелом капитан полиции Деннис Адриао заверял журналистов, что они пытались вести переговоры с забастовщиками. Тем не менее, материалы, представленные в Комиссию Фарлама, оспаривают это, обвиняя полицию в отказе от ведения переговоров с бастующими и в участии в убийствах из мести.
Бывший профсоюзный лидер Сирил Рамафоса (ныне президент страны), занимавший пост в совете директоров Lonmin, мог бы выступить за переговоры и за лучший коллективный договор для работников. Вместо этого — как показала цепочка электронных писем, отправленных расследованию Фарлама — он призывал полицию вмешаться и разогнать протестующих. В послании коллегам-директорам он написал: «Развернувшиеся ужасные события нельзя назвать трудовым спором. Они явно подлые преступники и должны характеризоваться как таковые… Необходимы сопутствующие действия, чтобы разрешить эту ситуацию».
Джозеф Матунджва из Ассоциации горняков и строительного союза заявил, что протесты были вызваны низкой оплатой труда: «Пока начальники и высшее руководство получают  чеки с большими цифрами, им хорошо. А эти рабочие живут в нищете всю жизнь. [После] 18 лет демократии горняк все еще зарабатывает 3000 [южноафриканских рэндов — приблизительно 360 долларов] за труд в этих суровых подземных условиях».

## Бойня 16 августа
Во второй половине дня 16 августа члены контингента полицейской службы ЮАР из элитного специального подразделения открыли огонь из автоматов (винтовок R5) по группе забастовщиков. За несколько минут 34 шахтера были убиты и не менее 78 ранены. Этот инцидент стал самым смертоносным применением силы силами безопасности ЮАР против гражданского населения со времен расстрела в Шарпевиле в эпоху апартеида.
На кадрах под разными углами видно, что полиция оттеснила забастовщиков на небольшую территорию. Группы забастовщиков запели песни о борьбе и двинулись вдоль полицейских линий. Полиция стреляла по этим группам слезоточивым газом и резиновыми пулями. По утверждению полиции, в одной из групп человек выстрелил в сторону полицейских из пистолета. Члены этой группы запаниковали и двинулись в сторону полиции, откуда началась стрельба.
«Аль-Джазира» сообщила, что бастующие были вытеснены полицией на бронетранспортерах с водометами в район, окружённый колючей проволокой, где начался расстрел.
Грег Маринович осмотрел место происшествия и обнаружил, что большинство жертв были застрелены в 300 метрах от линий полиции. Он утверждает, что некоторые из жертв «по всей видимости, были застрелены с близкого расстояния или раздавлены полицейскими машинами». Некоторые жертвы были застрелены в «коппи», где они были загнаны в угол и могли быть арестованы. Из-за особенностей местного рельефа в них наверняка стреляли с близкого расстояния. В окрестностях было обнаружено несколько пуль, что говорит о том, что они не погибли под градом (перекрёстных) пуль, а были целенаправленно расстреляны. Маринович заключает, что «репортеру становится ясно, что вооруженная до зубов полиция хладнокровно выследила, загнала и убила шахтеров».
Бастующие шахтеры собрались 16 августа на близлежащем холме Нканенг, вооруженные копьями, пангами (большими ножами, похожими на мачете) и палками. К ним присоединилась большая группа женщин, не работающих на руднике. На месте происшествия были обнаружены шесть единиц огнестрельного оружия, одно из которых принадлежало сотруднику полиции, погибшему во время забастовки.

## Последующие протесты
На следующий после расстрела день шахтёры собрались с песнями и лозунгами периода борьбы с апартеидом. Они опровергали утверждение, что бастующие стреляли первыми и требовали увольнения полицейских офицеров, ответственных за бойню.
Большинство из примерно 28 000 сотрудников шахты не вышли на работу в первый понедельник после стрельбы, 20 августа, несмотря на заявление администрации о том, что те, кто не явится на свои места, рискуют быть уволенными. Представитель Lonmin заявил, что 27 % ее сотрудников были на работе. 5 сентября более 1000 бастующих горняков снова протестовали на шахте и вновь потребовали повышения заработной платы. На шахте находились десятки полицейских, а над митингующими парил вертолет.
Несмотря на соглашение между Национальным союзом горняков и шахтой, большинство из 3000 бастующих членов Ассоциации горняков и строительного союза продолжали бастовать. 11 сентября, когда истек еще один крайний срок для возвращения к работе, рабочие продолжали стоять на своем на фоне растущих протестов солидарности. После обещания президента Джейкоба Зумы подавить протестов у шахты 14 сентября в этом районе были замечены военные колонны и другая бронетехника. На следующий день демонстрации переросли в насилие, когда представители бастующих шахтеров отказались сдать свои мачете, палки и другое оружие. Затем полиция применила слезоточивый газ против протестующих в трущобах. 17 сентября еще один марш был остановлен полицией. В то же время Конгресс южноафриканских профсоюзов проводил свой ежегодный конгресс, на повестке дня которого стоял этот вопрос.
На следующий день после стрельбы у здания парламента в Кейптауне прошла небольшая акция протеста. На двух других шахтах после расстрела также были протесты аналогичные протесты с требованием повышения зарплаты на 300 %. Премьер Северо-Западной провинции Танди Модисе предупредила о расширении протестов, если не будет решена проблема растущего неравенства. В тот же день Джейкоб Зума посетил шахту Марикана.
4 сентября на шахте Gold Fields под Йоханнесбургом также прошли акции протеста горняков. Нил Фронеман, генеральный директор Gold One International, управляющий рудником, сказал, что для разгона протестующих была вызвана полиция. В результате столкновений, применения слезоточивого газа и резиновых пуль было ранено четыре человека. Представитель компании Свен Лунше далее отметил, что около 12 тысяч рабочих Gold Fields «продолжают участвовать в незаконной забастовке», которая началась 28 августа и, по его словам, стала результатом внутреннего спора между местным профсоюзом, руководителями и членами Национального союза горняков. Когда протесты солидарности распространились на другие рудники, Джулиус Малема (бывший лидер молодёжки АНК, затем создавший левооппозиционную партию «Борцы за экономическую свободу») выступил на митинге на руднике KDC Gold Fields, где большинство из 15 000 рабочих бастовали: «Забастовка в Марикане должна распространиться на все шахты. [Зарплата в] 12 500 рэндов — это реально. Они, эти начальники рудников, должны знать, что, если они не выполнят ваше требование, мы будем проводить пятидневные забастовки каждый месяц, требуя 12 500 рэндов». Поскольку в тот же день на шахте Марикана было найдено тело зарубленного до смерти мужчины, Малема также призвал к общенациональной забастовке шахтеров. 16 сентября около 1000 горняков в Рустенбурге организовали марш солидарности с горняками Мариканы, вышедшими накануне. Однако, когда эта группа подала заявку на проведение демонстрации против полицейской жестокости, их окружили вертолеты полиции, и протестующие разбежались, опасаясь повторения кровавого разгона.
19 сентября, в тот же день, когда было объявлено о резолюции по забастовке в Марикане, рабочие Anglo American Platinum устроили забастовку с требованием аналогичного предложения на ее руднике в Рустенбурге. Маметлве Себей, представитель общины, в ответ на протесты заявила, что на руднике «настроение здесь приподнятое, очень праздничное. Победа не за горами. Рабочие празднуют события на Lonmin как победу». Несмотря на мирный характер протеста, полиция разогнала его как «незаконное собрание». Епископ Центральной методистской церкви Пол Верри сказал, что одна женщина, в которую попала пуля, умерла.
Стачечная волна пронеслась по горнодобывающему сектору ЮАР. По оценкам аналитиков, на начало октября около 75 000 горняков бастовали на различных золотых и платиновых рудниках и компаниях по всей Южной Африке. Ссылаясь на неявку работников на дисциплинарные слушания, 5 октября 2012 года Anglo American Platinum — крупнейший в мире производитель платины — объявила, что уволит 12 000 человек, в ответ на потерю ей 700 миллионов рэндов ($82,3 млн) дохода. Молодежная лига правящего АНК выразила недовольство компанией и пообещала проявить солидарность с уволенными.
Из задержанных горняков 150 человек заявили, что их избивали во время содержания под стражей. В середине сентября, когда полиция призвала рабочих и пять неназванных шахт вернуться на работу, они арестовали 22 забастовщика за продолжающиеся протесты.

## Посредничество
28 августа министр труда Милдред Нелисиве Олифант попыталась выступить посредницей в достижении соглашения о прекращении забастовки. Забастовщики подтвердили свои первоначальные требования в размере 12 500 рэндов в месяц, заявив, что они уже пожертвовали слишком многим, чтобы довольствоваться чем-либо меньшим. Однако компания не хотела идти на уступки, и по состоянию на 6 сентября посреднические усилия зашли в тупик. Президент Ассоциации горняков и строительного союза Джозеф Матхунджва заявил, что они будут доступны для переговоров, когда работодатель пойдет им навстречу и будет готов сделать предложение, а пока забастовка будет продолжаться.
18 сентября епископ Южноафриканского совета церквей Джо Сока, посредник в урегулировании конфликта, объявил, что бастующие шахтеры согласились на повышение заработной платы на 22 %, единовременный платеж в размере 2000 рэндов и вернутся на работу 20 сентября. Однако Национальный союз горняков, Ассоциация горняков и строительный союз и профсоюз «Солидарность» не сделали никаких заявлений в ответ на это предложение. Представитель горняков Золиса Бодлани сказал о сделке, что «это огромное достижение. Ни один профсоюз раньше не достигал 22 % повышения зарплат». Крис Молебаци, входивший в состав оргкомитета забастовки, сказал: «Кампания будет продолжаться. Эта кампания направлена на помощь рабочим. Здесь, в Марикане, погибли люди. Что-то нужно делать. Это кампания за обеспечение справедливости для жителей Мариканы. Мы хотим, чтобы виновные были привлечены к ответственности, и очень важно, чтобы здесь свершилось правосудие. Наш долг и долг этой страны — обеспечить соблюдение справедливости, чтобы мы могли убедиться в том, что эта страна является демократической, и не дать Южной Африке пойти насмарку». Он также добавил, что Кампании солидарности с Мариканой предстоит проделать большую работу с точки зрения поддержки семей жертв, предоставления консультаций страдающим ПТСР и надзора за сформированной государством судебной комиссией по установлению правды и виновников.
Подтверждение соглашения пришло от Lonmin и профсоюзов. Комиссар Комиссии по примирению, посредничеству и арбитражу Афзул Субедаар сказал: «Мы достигли соглашения, над которым мы неустанно работали» и что переговоры были трудным процессом, но поздравил все стороны за их приверженность достижению решения. Президент Ассоциации горняков и строительного союза Джозеф Матунжва выступил с заявлением, в котором упрекнул действия компании и полиции: «Это можно было сделать без человеческих жертв». Окончательное решение предусматривало, что горняк, работающий на самых низких глубинах, теперь будет зарабатывать от 9611 рэндов по сравнению с предыдущими 8164, оператор лебедки — 9 883 рэндов вместо 8 931, оператор перфоратора — 11 078 рэндов вместо 9063, а руководитель производственной группы — 13022 рэнда вместо 11818. Возвращение к работе 20 сентября совпало с последним днем конференции COSATU в Мидленде, Йоханнесбург. Авторитет этой проффедерации пошатнулся из-за её поддержки работодателя в этом трудовом споре.

## Расследование
Изначально 270 арестованных горняков были обвинены в «публичном насилии». Однако позже обвинение было переквалифицировано на убийство — несмотря на то, что это полиция расстреляла их товарищей. Даже министр юстиции Джефф Радебе признал, что это решение «вызвало чувство шока, паники и замешательства».
В итоге, 2 сентября Национальная прокуратура объявила о снятии обвинений в убийстве с 270 горняков и освободила первую их партию. Вторая партия из более чем 100 задержанных была освобождена к 6 сентября.
Президент Джейкоб Зума поручил расследовать обстоятельства расстрела («общественные, национальные и международные вопросы, возникшие в результате трагических инцидентов на шахте Lonmin в Марикане») комиссии, которую возглавил бывший судья Верховного апелляционного суда Ян Фарлам. У комиссии было четыре месяца, чтобы заслушать доказательства и свидетельские показания.